# Marko Grižonič
Marko Grižonič (ur. 1 grudnia 1982 w Koprze) – słoweński piłkarz grający na pozycji pomocnika w słoweńskim klubie FC Koper, którego jest także wychowankiem. Reprezentował także barwy takich klubów jak FC Koper, Jadran Hrpelje-Kozina, NK Drava Ptuj, Wisła Płock i NK Ankaran Hrvatini.

## Statystyki kariery
| Klub               | Sezon              | Liga               | Liga  | Liga   | Puchar Polski | Puchar Polski | Puchar Ekstraklasy | Puchar Ekstraklasy | Europa | Europa | Suma  | Suma   |
| Klub               | Sezon              | Liga               | Mecze | Bramki | Mecze         | Bramki        | Mecze              | Bramki             | Mecze  | Bramki | Mecze | Bramki |
| ------------------ | ------------------ | ------------------ | ----- | ------ | ------------- | ------------- | ------------------ | ------------------ | ------ | ------ | ----- | ------ |
| Wisła Płock        | 2005/06            | Ekstraklasa        | 10    | 0      | 8             | 0             | 0                  | 0                  | -      | -      | 18    | 0      |
| Wisła Płock        | 2006/07            | Ekstraklasa        | 5     | 0      | 2             | 0             | 0                  | 0                  | -      | -      | 7     | 0      |
| Ogólnie w karierze | Ogólnie w karierze | Ogólnie w karierze | 15    | 0      | 10            | 0             | 0                  | 0                  | 0      | 0      | 25    | 0      |

## Sukcesy

### Wisła Płock
- Puchar Polski

Zdobywca (1): 2005/06